# 大坊みかん
大坊みかん（おおぼうみかん）は、和歌山県田辺市芳養町（はやちょう）大坊地区（おおぼうちく）で栽培されるウンシュウミカンのブランドである。本項目では、大坊みかんを含めた、田辺市芳養町栽培のミカン全般について記述する。
大坊みかんは、早生温州と呼ばれる種類のミカンである。その特徴は、他の多くの早生温州が12月までに収穫・出荷を終えてしまうのに対し、木に実を付けたまま熟成させて1月を過ぎてから収穫する点にある。このような栽培が可能なのは、土壌の水はけがよく霜害もほとんどない、潮風を適度に受けられるなどの条件が備わっているためとされる。
上記の通り、他の産地で同種のミカンの出荷が終わってから出荷されることに加え、出荷量や出荷先も限られている。これらの条件により、市場では一定の引き合いがある。
地元の生産農家によると、大坊地区で現在と同じ宮川早生と呼ばれる品種の生産が始まったのは1935年頃という。それ以前はナツミカンやサンボウカンが栽培されており、それも植林苗生産の副業という位置づけであった。その後栽培面積が拡大して多くの農家がミカン栽培に転じたが、現在のような越年での出荷が始まったのは、豊作で価格が暴落した経験を経て、平成に入った時期（1990年頃）以降である。